# فاشیسم ایتالیایی

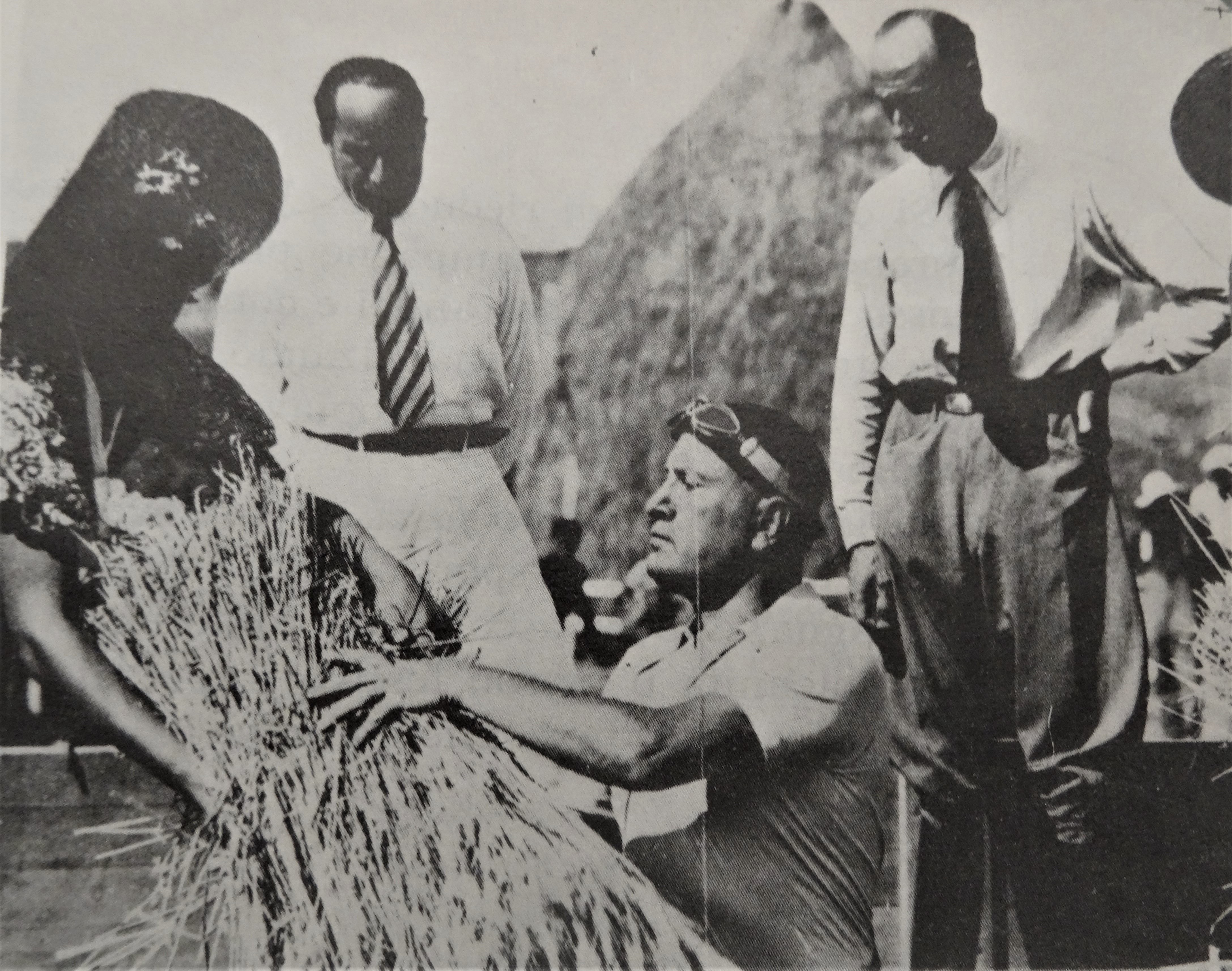
عکسی که بنیتو موسولینی را در حال کار در مزارع به تصویر می‌کشد که در کمپین ترویج کشت گندم با هدف خودکفایی تولید گندم در ایتالیا فعالیت می‌کند.

فاشیسم ایتالیایی (به ایتالیایی: fascismo italiano) یا فاشیسم کلاسیک یا به عبارت ساده‌تر فاشیسم همان جهان‌بینی اصلی فاشیسم است که نخستین بار در ایتالیا پرورانده شد. این جهان‌بینی با زنجیره ای از حزب‌های سیاسی که بنیتو موسولینی رهبری می‌کرد مرتبط بود؛ نخست حزب فاشیست انقلابی (PFR) بود که در ۱۹۱۵ تأسیس شده بود. به دنبال آن حزب ملی فاشیست بود که در ۱۹۲۱ تغییر نام داد و از ۱۹۲۲ تا ۱۹۴۳ در پادشاهی ایتالیا حاکم بود و سوم حزب جمهوری‌خواه فاشیست بود که از ۱۹۴۳ تا ۱۹۴۵ در جمهوری اجتماعی ایتالیا حاکم بود. علاوه بر این حزب‌ها، فاشیسم ایتالیایی با جنبش اجتماعی ایتالیای پس از جنگ و نئوفاشیسم هم مرتبط است.
فاشیسم ایتالیایی ریشه در ملی‌گرایی ایتالیایی، سندیکالیسم ملی و ملی‌گرایی انقلابی دارد و این تمایل که مرزهای ایتالیا گسترش یابد. فاشیست‌های ایتالیایی بر این باور بودند که هر ملتی حق دارد به دنبال برتر بودن و افزایش قدرت باشد و هرگز تسلیم نشود. همچنین فاشیست‌های ایتالیایی ادعا می‌کردند که ایتالیای آن روز یادگار روم باستان و افسانه‌های پیرامونش است و به دنبال ایجاد پادشاهی باستانی روم و کنترل مدیترانه بودند.
در فاشیسم ایتالیایی نظام اقتصادی به صورت ابرشرکت‌محوری بود و در آن تلاش می‌شد تا کارفرما و کارمندان از راه سندیکاها به یکدیگر پیوند بخورند تا تولیدکنندگان در راستای سیاست‌های ملی اقتصادی کار کنند. در این سیاست مشکل مبارزه طبقاتی از راه ایجاد همکاری میان طبقه‌های اجتماع حذف می‌شود.
فاشیسم ایتالیایی مخالف لیبرالیسم بویژه لیبرالیسم کلاسیک بود. همچنین با سوسیالیسم مارکسیستی و ایده‌های ژوزف دو مستر هم مخالف بود.